# Czistopol
Czistopol (ros. Чистополь) – miasto w Rosji, w Tatarstanie, siedziba administracyjna rejonu czistopolskiego. Prawa miejskie uzyskał w 1781 roku. Zajmuje powierzchnię 19,24 km² i jest zamieszkiwane przez 59 tys. mieszkańców (2020).
W Czistopolu produkuje się zegarki (Wostok), odzież, obuwie, artykuły rolno-spożywcze. W mieście działa stocznia remontowa.
W 1862 roku w Czistopolu urodził się historyk Nikołaj Lichaczow.

## Demografia
- 2010 – 60 755[5]
- 2020 – 59 446[1]